# Étoile Filante de Lomé
Il Étoile Filante de Lomé è una società calcistica di Lomé, Togo. Milita nel Championnat National de Première Division, la massima divisione del campionato nazionale.
Il 26 novembre 2011, in un incidente stradale che ha visto coinvolto il pullman della squadra, perdono la vita 8 giocatori ed altre 13 persone, tra giocatori e dirigenti, restano gravemente feriti.

## Palmarès

### Competizioni nazionali
- Campionato togolese di calcio vinto prima del riconoscimento del campionato togolese da parte della FIFA: 12 campionati vinti (non riconosciuti dalla Fifa).

1933, 1934, 1937, 1938, 1940, 1945, 1947, 1948, 1949, 1953, 1958, 1960
- Campionato togolese di calcio vinto dopo il riconoscimento del campionato togolese da parte della Fifa: 7 campionati vinti (riconosciuti dalla Fifa).

1961, 1962, 1964, 1965, 1967, 1968, 1992
- Per un totale di 19 campionati togolesi vinti.

- Coppa Togo: 4

1956, 1958 (non riconosciute dalla Fifa) e 1961, 1994

### Altri piazzamenti
- Coppa Togo:

Finalista: 1996
- CAF Champions League:

Finalista: 1968